# Bolivar Peninsula
Bolivar Peninsula és una concentració de població designada pel cens dels Estats Units a l'estat de Texas. Segons el cens del 2000 tenia 3.853 habitants.

## Demografia
Segons el cens del 2000, Bolivar Peninsula tenia 3.853 habitants, 1.801 habitatges, i 1.138 famílies. La densitat de població era de 32,9 habitants per km².
Dels 1.801 habitatges en un 18% hi vivien nens de menys de 18 anys, en un 52,3% hi vivien parelles casades, en un 7,4% dones solteres, i en un 36,8% no eren unitats familiars. En el 31,3% dels habitatges hi vivien persones soles el 12,9% de les quals corresponia a persones de 65 anys o més que vivien soles. El nombre mitjà de persones vivint en cada habitatge era de 2,14 i el nombre mitjà de persones que vivien en cada família era de 2,65.
Per edats la població es repartia de la següent manera: un 17% tenia menys de 18 anys, un 5,6% entre 18 i 24, un 20,7% entre 25 i 44, un 35,1% de 45 a 60 i un 21,6% 65 anys o més.
L'edat mediana era de 48 anys. Per cada 100 dones de 18 o més anys hi havia 104,1 homes.
La renda mediana per habitatge era de 34.235 $ i la renda mediana per família de 42.448 $. Els homes tenien una renda mediana de 36.477 $ mentre que les dones 24.519 $. La renda per capita de la població era de 26.137 $. Aproximadament el 8,3% de les famílies i l'11,7% de la població estaven per davall del llindar de pobresa.

## Poblacions més properes
El següent diagrama mostra les poblacions més properes.